# Hucbald
Hucbald van Saint-Amand (lat. Hucbaldus Elnonensis, ook wel Hucbaldus, Hubaldus, Hugbaldus of Ubaldus) (Saint-Amand-les-Eaux, ca. 840 – aldaar, 20 juni 930) was een Vlaamse muziektheoreticus, componist, dichter, leraar, schrijver, hagiograaf en benedictijn.
Hij schreef het vroegst bekende werk van de westerse muziektheorie, waarin hij een uiteenzetting geeft van de verschillen tussen de eigentijdse en oude muziekpraktijk. Hucbald schreef ook verschillende heiligenlevens en een merkwaardig gedicht over kale mannen, opgedragen aan Karel de Kale.

## Leven
Hij werd omstreeks 840 geboren en genoot zijn opleiding aan de Sint-Amandsabdij in het bisdom Doornik, waar zijn oom Milo een belangrijke positie had. Met Milo als leraar raakte Hucbald snel onderlegd in de wetenschappen en kunsten, waaronder de muziek. Al op jeugdige leeftijd componeerde hij een hymne ter ere van Sint Andreas, die zo geestdriftig werd onthaald dat zijn eigen oom jaloers op hem zou zijn geworden. Er wordt verteld dat Hucbald vervolgens verplicht werd om Saint-Amand te verlaten en dat hij in Nevers een onafhankelijke school voor muziek en de andere kunsten opzette.
In 860 legde hij zich er in abdijschool van de Abdij van Sint-Germanus van Auxerre in Auxerre op toe zijn studies te voltooien. In 872 was hij weer in Saint-Amand om zijn oom, met wie hij zich ondertussen had verzoend, als schoolhoofd van het klooster op te volgen. Tussen 883 en 900 ging Hucbald een aantal keren op zending om verschillende muziekscholen te hervormen, waaronder die van Saint-Bertin en Reims. Later dat jaar keerde hij naar Saint-Amand terug, waar hij bleef tot de dag waarop hij overleed, op 20 juni 930.
Hucbald componeerde een aantal officies voor heiligendagen, waarvan alleen dat voor Sint-Petrus is overgeleverd. De antifonen van dit Petrusofficie zijn op volgorde van hun modus geplaatst. De eerste antifoon van het nachtofficie staat dus in de eerste modus, de tweede antifoon in de tweede, etc.

## Muziektheoretische werken
Het enige muziektheoretische werk dat vandaag nog aan hem kan worden toegeschreven is De harmonica institutione (over de harmonieleer; waarschijnlijk geschreven omstreeks 880), waarin hij de hexatonische schaal en de acht modi (toonaarden) behandelt. Het woord harmonie in de later door Gerbert gegeven titel slaat niet op meerstemmigheid, al komt die in dit werk wel ter sprake, maar veeleer op de harmonische wijze waarop het toonsysteem is geordend. Aan de hand van de bekende gezangen, leidt Hucbald de zangers door de muziektheorie, om ze zo bewust te maken van de afstanden die tussen de verschillende tonen liggen. Hucbald werkt een voorstel uit om de bestaande neumennotatie, die in de 9e eeuw in omloop was gebracht, te verbeteren. De toonhoogte werd in deze notatie niet precies aangeduid, hetgeen in eerste instantie ook niet nodig was; de zangers van die tijd kenden de Gregoriaanse zangen uit het hoofd en de neumennotatie voldeed voor hen als mnemotechnische hulp. Hucbald grijpt naar Boëthius terug, aan wie hij de tekens ontleent waarmee die de verschillende tonen in de verschillende toonaarden aanduidt. Hucbald stelt voor de tekens bij de neumen te plaatsen; zo weet de zanger niet alleen welke beweging zijn stem moet maken, iets wat hij uit de neumen kan afleiden, maar ook welke toon hij precies moet treffen.
Een werk dat lang aan Hucbald is toegeschreven, is de Musica enchiriadis, Scholia enchiriadis, De alia musica. Het werd samen met andere geschriften in Martin Gerberts Scriptores de Musica gepubliceerd en bevat een volledig muziekwetenschappelijk systeem en instructies aangaande muzieknotatie. Het blijkt nu een halve eeuw na het overlijden van Hucbald te zijn geschreven door een anoniem gebleven auteur uit het eind van de 10e eeuw die in de vakliteratuur bekendstaat als Pseudo-Hucbald.
Deze werken hadden veel invloed op de ontwikkeling van de Westerse muziek in de middeleeuwen en werden in het bijzonder gewaardeerd als een nieuw voorstel tot een vorm van muzieknotatie. In deze werken worden voor de eerste keer de vroegste vormen van meerstemmig musiceren uitvoerig behandeld (organum en diafonie). Kenmerkend hiervoor zijn kwintparallellen en octaafverdubbeling. In De alia musica werd een nieuwe muzieknotatie met 18 verschillende toonhoogten voorgesteld, waarbij de lettergrepen van de gezongen tekst op horizontale lijnen worden afgelijnd. Daarmee kregen musici voor de eerste keer een aanschouwelijke voorstelling van het stijgen en dalen van de toonhoogte in hele en halve tonen. Ook worden hier voor het eerst de eerste zeven letters uit het Latijnse alfabet gebruikt om de toon te benoemen (een eerste stap naar de solmisatie van Guido van Arezzo).

## Trivia
De Utrechtse studievereniging voor studenten muziekwetenschap is vernoemd naar Hucbald.